# Christiansborg (Kopenhagen)

Christiansborg in 2014

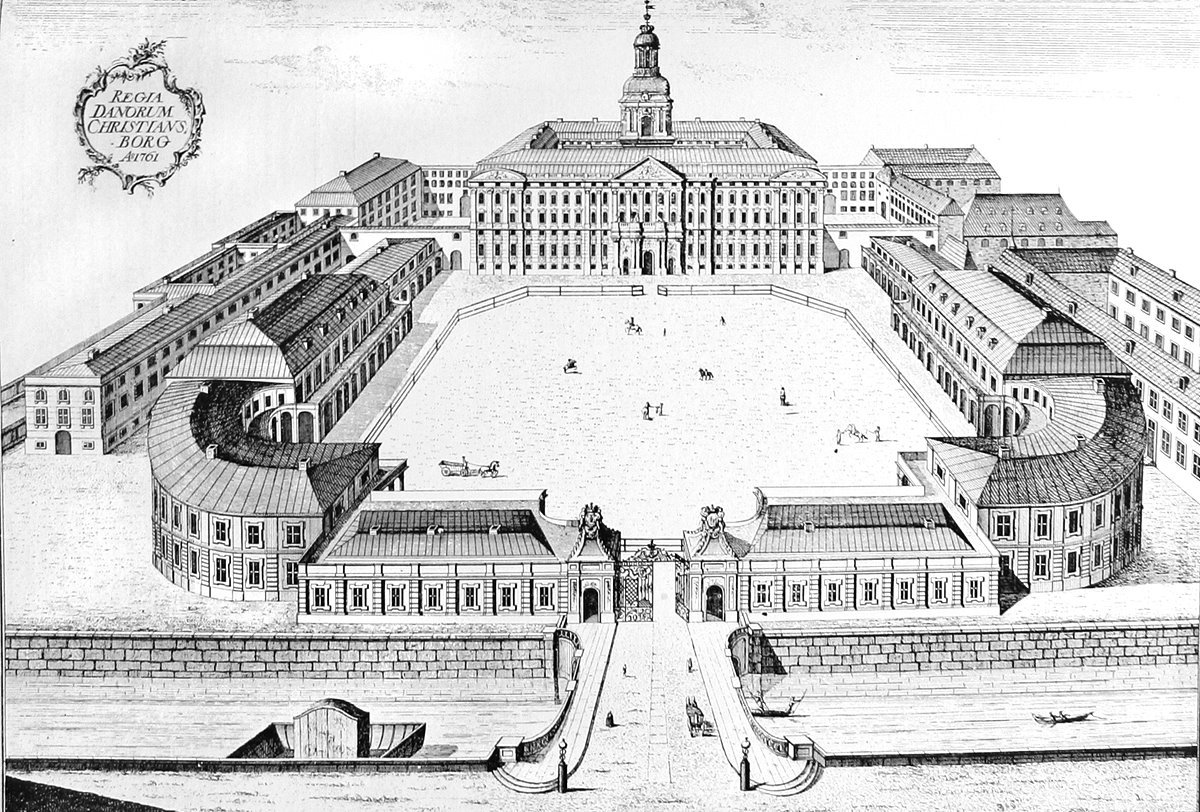
Christiansborg in 1794

Christiansborg (Deens: Christiansborg Slot) is een paleis op het eiland Slotsholmen in het centrum van Kopenhagen.
In het gebouw zijn het Deense parlement (Folketing), het Deense Hooggerechtshof (Højesteret) en het bureau van de Eerste minister van Denemarken (Statsministeriet) gevestigd. Verschillende delen van het paleis, waaronder de koninklijke ontvangstzaal, de paleiskapel en de Koninklijke stallen, worden ook gebruikt door het Deense koningshuis.

## Geschiedenis
Christiansborg staat op de plek waar bisschop Absalon in 1167 een burcht bouwde. De ruïnes van deze burcht kunnen nog steeds bezocht worden in de kelder van Christiansborg. Nadat in 1369 de burcht van Absalon verwoest was door de Hanze, werd er op de plek een nieuw kasteel gebouwd. De Blauwe Toren van dit kasteel werd als gevangenis gebruikt.
Dit slot werd uiteindelijk rond 1730 gesloopt door koning Christiaan VI. Hij liet vervolgens door de architect Elias David Häusser het eerste Christiansborg bouwen, dat hij in gebruik nam als zijn koninklijk paleis. In 1794 ging dit Christiansborg in vlammen op, waarna het tweede Christiansborg werd gebouwd, dat ontworpen werd door architect Christian Frederik Hansen en klaar was in 1828. Het hofleven was toen echter al verhuisd naar Amalienborg en had geen zin meer terug te verhuizen. Het slot was nog wel altijd eigendom van de koning.
In 1848 was Christiansborg het toneel van de protesten die resulteerden in de eerste democratische grondwet van Denemarken. De koning stond toen enkele vertrekken af aan het parlement, dat toen nog Rigsdagen heette (tot aan 1953).
Ook het tweede Christiansborg brandde af, in 1884, waarna er in 1906 werd begonnen met de herbouw van een derde Christiansborg Slot in de stijl van de neobarok. Na een competitie tussen architecten werd de opdracht gegeven aan Thorvald Jørgensen.

## "Borgen"
- Door de imposante bouw en doordat in dit regeringcentrum de drie onderdelen van de trias politica (Folketinget, Statsministeriet en Højesteret) zijn samengebracht, heeft Christiansborg Slot in de volksmond de bijnaam "Borgen" (de burcht) gekregen.
- Borgen is ook de naam van een internationaal succesvolle tv-dramaserie, gefilmd in 2010 en 2011, die zich voor een groot deel afspeelt in de burelen van Christiansborg en die fictieve politieke verwikkelingen tot onderwerp heeft.

- Gemeinsame Normdatei: 4477662-7
- MusicBrainz: 252ff3e3-0009-44ba-9aae-2f7e98b031ef
- Virtual International Authority File: 248714774
- WorldCat: E39PBJgd3RJyXmv4Pv9YhCRxjC